# Aziz Kallah
Aziz Kallah né le 7 mars 1992 à Amsterdam aux Pays-Bas est un kick-boxeur néerlando-marocain de poids moyens. En 2016, il remporte l'Enfusion World Champion 70 kg.

## Biographie
Natif d'Amsterdam, Aziz grandit à Osdorp dans une famille marocaine originaire de la ville de Driouch dans le Rif marocain. Ayant un seul frère. Son cousin Brahim Kallah est également kick-boxeur en Glory. Ayant le football comme passion, il est inscrit à son adolescence dans un club amateur d'Amsterdam en tant que défenseur, mais met très vite un terme pour se consacrer au kickboxing. C'est à l'âge de seize ans qu'Aziz Kallah débute le kickboxing à Bijlmermeer. Il déménage plus tard dans la salle Pancration à Amsterdam-Nord sous l'entraînement de Lucien Carbin.
Aziz Kallah signe son premier contrat professionnel à l'âge de dix-neuf ans en Angleterre. Le kick-boxeur reste trois semaines à Londres avant de faire son retour aux Pays-Bas. Il déclare : « J'étais jeune à cette époque, je connaissais personne, j'avais aucun contact et c'était très difficile. ». De retour à Amsterdam, il signe son deuxième contrat chez Enfusion et débute ses premiers combats sous la nationalité sportive marocaine.
En mai 2018, il remporte son deuxième titre de champion du monde Enfusion après une victoire face à Redouan Laarkoubi à La Haye. Lors de sa célébration, il est accompagné de l'international marocain Hakim Ziyech.
En octobre 2018, avec le prix Enfusion World Champion 75 kg à la clef, il perd face à Endy Semeleer à cause des points.

## Carrière extra-sportive

### Controverses
Le 20 mars 2009, Saïd Kallah, père d'Aziz Kallah, est kidnappé par un réseau lourdement armée et visage masquée à bord d'une camionnette blanche dans le café Al-Salaam à Amsterdam. Quelques heures plus tard, la camionnette blanche est retrouvée en feu à quelques kilomètres du lieu de l'incident. Saïd Kallah reste intraçable pendant 21 jours avant qu'une énorme rançon soit payée. Il s'en sort gravement blessé après avoir été torturé à l'aide d'une scie. Les autorités néerlandaises soupçonnent la famille Kallah d'être active dans un réseau international de trafic de cocaïne. 
Le 31 janvier 2014, Tarik El Idrissi est assassiné au bord de sa voiture à Amsterdam-Nord. Aziz Kallah apparaît alors à la une des journaux aux Pays-Bas comme étant le principal tueur à gages. Quelques jours plus tard, le kick-boxeur se rend au commissariat et déclare n'avoir aucun rapport avec le conflit nommé la « Mocro Maffia ». Il est emprisonné à Zutphen et est relâché une semaine plus tard à la suite de défauts de preuves. Cependant, Tarik El Idrissi est un très bon ami d'Aziz Kallah.
Le 28 janvier 2015, Augustine Nyantakyi, de nationalité ghanéenne est abattu de 70 à 80 balles de kalachnikov dans le même quartier qu'Aziz Kallah. Quelques jours plus tard, Aziz Kallah est de nouveau présent sur la une des médias, faisant de lui le présumé auteur de l'assassinat à la suite d'enquêtes menées par la police d'Amsterdam. Quelques mois plus tard, Aziz Kallah est arrêté par les forces spéciales néerlandaises, faisant détoner la porte d'entrée à la maison de la mère de Aziz Kallah. Un hélicoptère a également été appelé en renfort pour arrêter le kick-boxeur suspecté d'être membre d'un réseau international de trafic de drogue. Quelques mois plus tard, Aziz Kallah est de nouveau relâché faute de preuves de la police néerlandaise.
Le 28 août 2020, son salon de coiffure est victime d'un attentat à la grenade. Pendant que les deux auteurs prennent la fuite, les autorités néerlandaises soupçonnent la famille Kallah d'être toujours active dans le milieu criminel. L'attentat a fait des dégâts matériels, blessant aucune personne.

### Divers
En décembre 2017, le rappeur Lijpe consacre le morceau Aziz Kallah au kick-boxeur pour ses entrées sur le ring.

## Aspects socio-économique

### Humanitaire
Après avoir remporté un chèque de 10 000 euros aux Pays-Bas, ce dernier se rend au Maroc et finance une association qui partage des chèvres lors des fêtes traditionnelles musulmanes aux familles les plus démunis. Il fait également un don à une école dans la région du Rif. 

## Palmarès
- 2016 : champion des Pays-Bas au Enfusion League
- 2016 : champion du monde Enfusion 70 kg[12]
- 2018 : champion du monde Enfusion League

### Sources
- Khalil Essalak, « Aziz Kallah, le Lion qui fait trembler les Pays-Bas », Le360.ma,‎ 24 juin 2018 (lire en ligne)